# Stasys Eidrigevičius

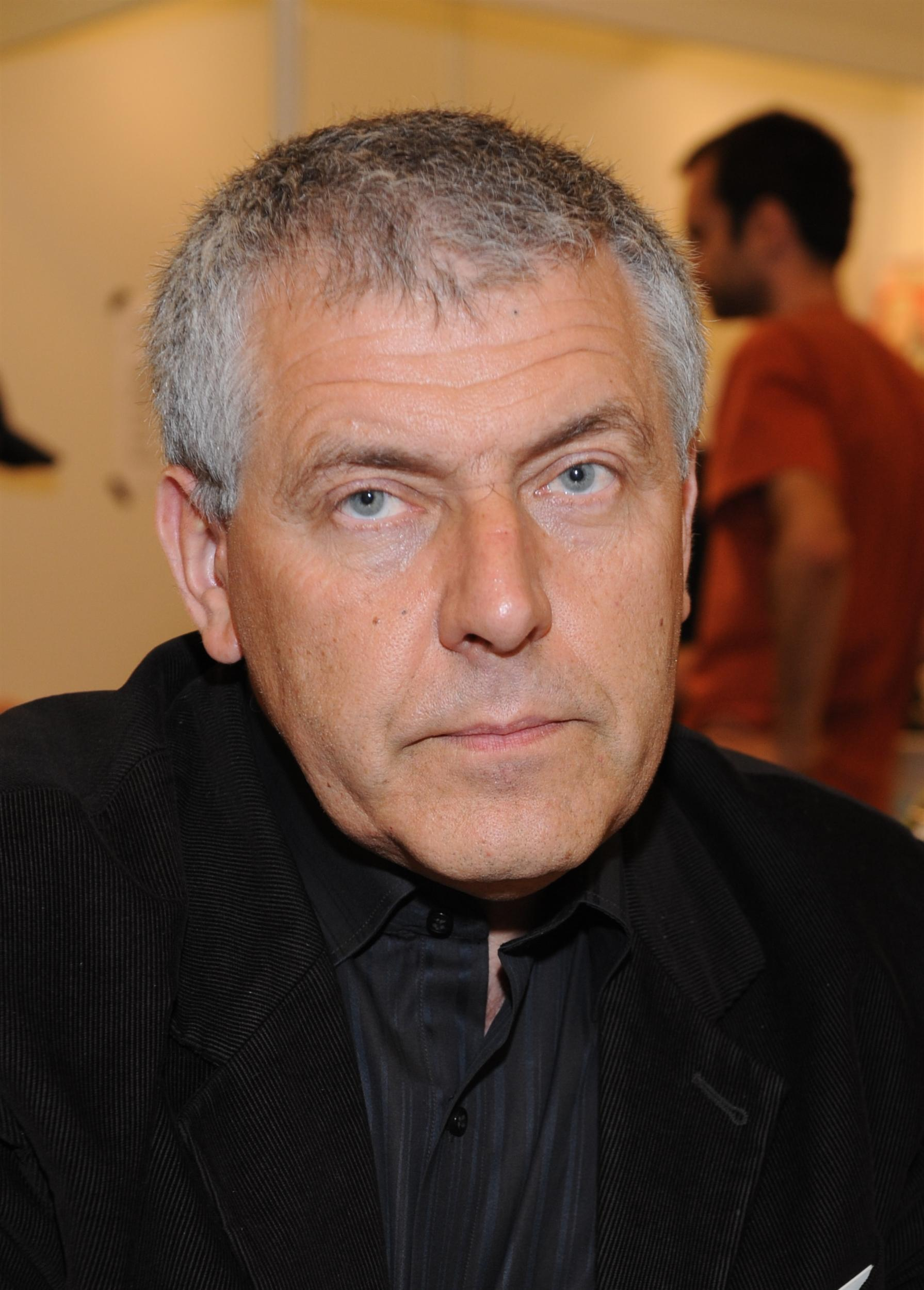
Stasys Eidrigevičius

Stasys Eidrigevičius (* 24. Juli 1949 in Mediniškiai, Rajongemeinde Pakruojis) ist ein litauischer Grafiker, Maler und Lichtbildner.

## Leben
Die Familie von Stasys Eidrigevičius siedelte 1956 nach Lepšiai in der Rajongemeinde Panevėžys. Von 1964 bis 1968 besuchte er eine technische Fachschule für Lederwaren-Design in Kaunas. Anschließend studierte er bis 1973 an der pädagogischen Fakultät des Instituts der Schönen Künste Litauens in Vilnius. 1974 wurde er zum Pflichtdienst in die Sowjetarmee einberufen.
Polen besuchte er 1972 zum ersten Mal auf Einladung des Exlibrissammlers Edmund Puzdrowski aus Bydgoszcz (Bromberg). 1976 heiratete er in Polen und wurde Vater von 4 Kindern, doch erst 1980 erhielt er eine ständige Aufenthaltsgenehmigung für das Land.
Stasys Eidrigevičius ist auf mehreren Gebieten künstlerisch aktiv und entwirft Plakate, illustriert Bücher, malt Bilder, gestaltet Bühnenbilder, fotografiert, veranstaltet Performances. Er ist zudem Mitarbeiter des Nachrichtenmagazins Polityka.
Seit 2024 gibt es in Panevėžys das Stasys Mu.Se.Um, das Eidrigevičius gewidmet ist.

## Auszeichnungen (unvollständig)
- 1973 Medaille der Internationalen Exlibrisbiennale in Malbork (Marienburg), Polen
- 1975 Medaille der Internationalen Exlibrisbiennale in Malbork (Marienburg)
- 1979 Goldene Plakette für Kinderbuchillustration auf Buchkunstbienniale in Bratislava, Tschechoslowakei
- 1980 Medaille der Internationalen Exlibrisbiennale in Malbork (Marienburg)
- 1981 Goldene Plakette für Kinderbuchillustration auf Buchkunstbienniale in Bratislava, Tschechoslowakei
- 1986 Großer Preis für Buchillustration in Barcelona, Spanien
- 1987 Gold Hugo, Chicago, USA
- 1988 Silbermedaille, New York, USA
- 1989 Goldene Plakette für Kinderbuchillustration auf Buchkunstbienniale in Bratislava, Tschechoslowakei
- 1990 Großer Preis, Belgrad, Jugoslawien
- 1991 Großer Preis, Bratislava, Slowakei
- 1993 Goldmedaille, New York, USA
- 1993 Paszport Polityki in der Kategorie Plastik, Polen
- 1999 Goldmedaille, Katowice, Polen
- 2000 Gediminas-Orden, Litauen
- 2001 Litauischer Nationalkunstpreis[2]

## Ehrungen
- 2010 Gloria-Artis-Medaille für kulturelle Verdienste, Silbermedaille, Polen[3]
- 2019 Verleihung des Kommandeurkreuzes des „Verdienstordens der Republik Polen“[4]